# Matt Hubbard

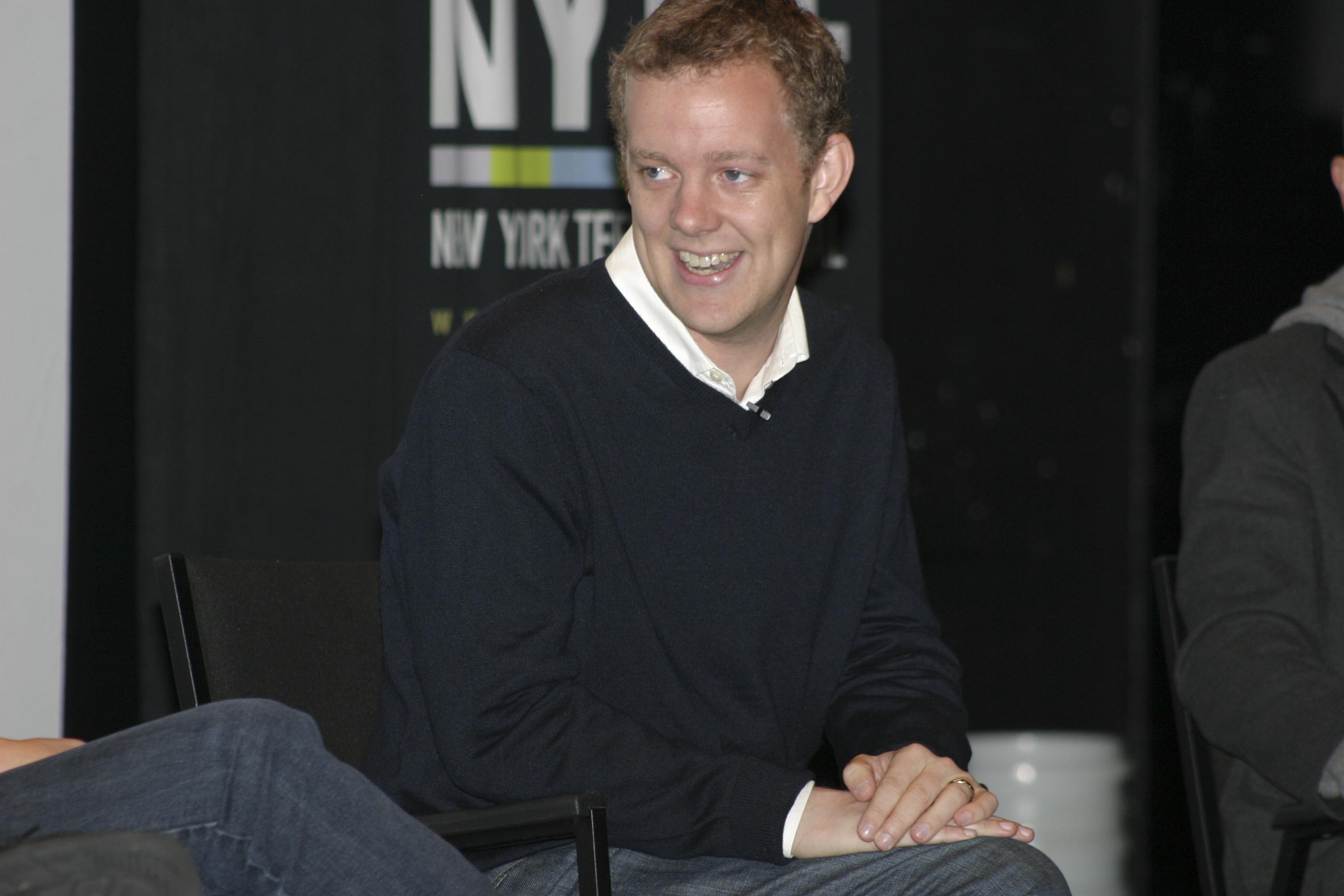
Hubbard no New York Television Festival de 2009.

Matt Hubbard é um escritor e roteirista de televisão americano que já trabalhou em muitas séries televisivas. Ele se formou na Beverly High School, em Beverly Massachusetts na classe de 1996, onde se destacou no Departamento de Inglês. Mais tarde, ele passou a frequentar a Universidade de Harvard, onde foi um editor para o Harvard Lampoon. Ele trabalhou como escritor na série de comédia da NBC, 30 Rock. Ele foi nomeado para o Writers Guild of America Award de Melhor Série de Comédia em Fevereiro de 2009 por seu trabalho na terceira temporada de 30 Rock. Ele ganhou o Primetime Emmy Award em 2009 para Melhor Roteiro para Série de Comédia por seu trabalho em 30 Rock e foi indicado novamente em 2010 e 2011.

## Televisão
- 30 Rock (2007)
- Joey (2005)
- Avatar: The Last Airbender (2005)
- The Stones (2004)
- Ed